# وین میلر

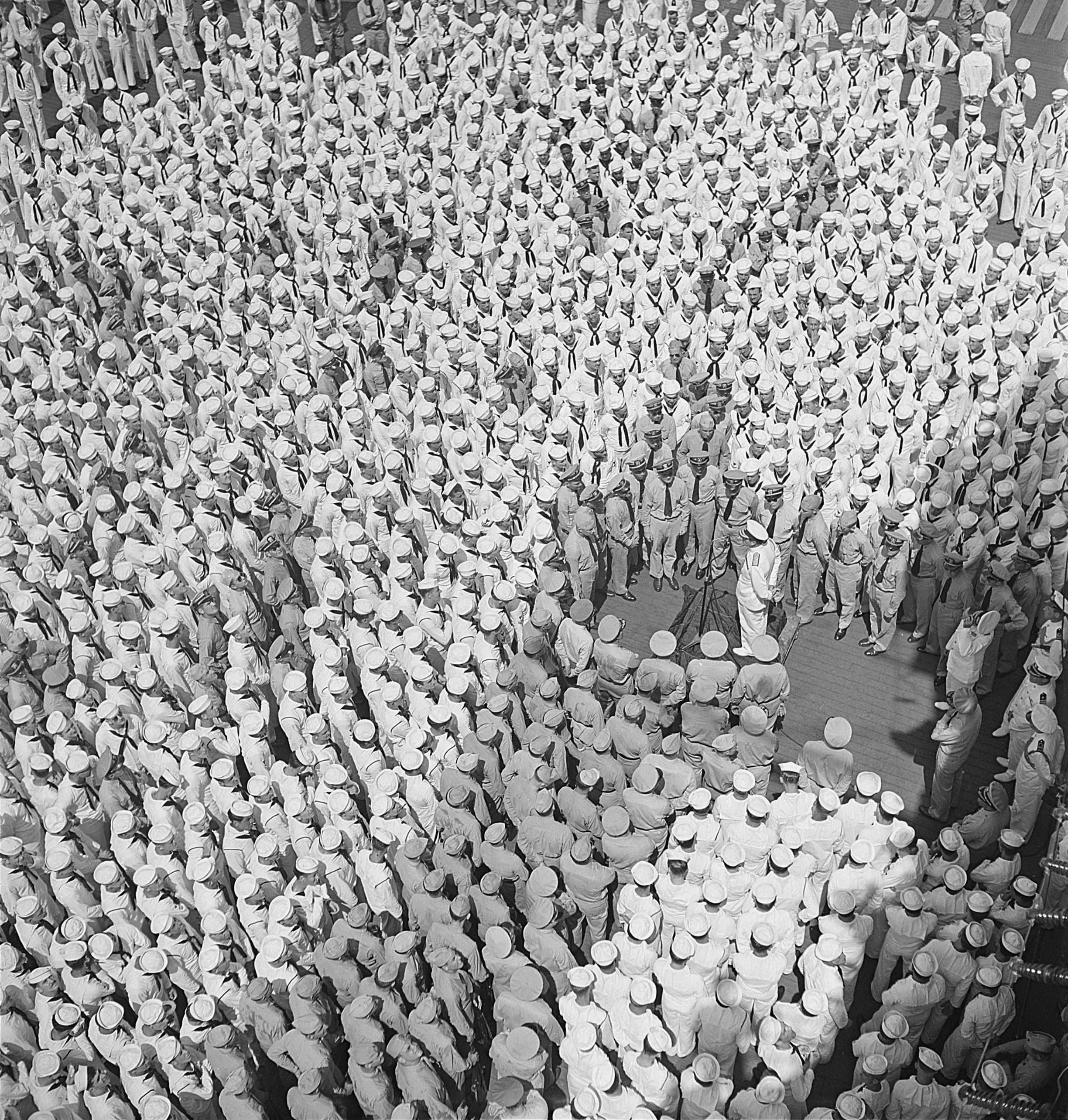
یکی از عکس‌های وین میلر، دریاسالار لرد لوئیس و کارکنان ناو یو اس اس ساراتوگا (CV-3) روی عرشه در ترین‌کومالی، سیلان.

وین میلر، (به انگلیسی: Wayne F. Miller) متولد ۱۹۱۸ در شیکاگو، ایلینوی یک عکاسی امریکایی است، که بخاطر مجموعه عکس‌های زندگی سیاه‌پوستان شمالی مشهور گردید. او از سال ۱۹۵۸ یکی از عکاسان گروه خبری مگنوم می‌باشد.

## زندگی‌نامه
میلر، بعد از اینکه رشته بانکداری را در دانشگاه ایلینوی در اوربانا به پایان رساند، شروع به عکاسی کرده‌است. او از سال ۱۹۴۱ تا ۱۹۴۲ در کالج مرکزی هنر لس آنجلس تحصیل نمود. در جنگ جهانی دوم، به عنوان ستوان نیروی دریایی ایالات متحده همچون ادوارد استیچن (Edward J. Steichen)، به عنوان عکاس، خدمت کرده‌است. میلر جزو اولین عکاسان تخریب اتمی هیروشیما بود.
پس از جنگ، میلر در شیکاگو زندگی خود را ادامه داد. میلر، دو بورس تحصیلی متوالی از گوگنهایم در سال‌های ۱۹۴۶-۱۹۴۸ به دست آورد. زمانی که او در شمال و در میان سیاه‌پوستان به کار عکاسی مشغول بود، کتابش در جنوب (شیکاگو)، در سالهای ۱۹۴۶-۱۹۴۸ منتشر شد. میلر در این پروژه مستند، به‌طور همه جانبه، به مهاجرت آمریکایی‌های آفریقایی تبار که در زمان جنگ رخ داده بود، پرداخته است. مردم به تصویر کشیده شده، عمدتاً مردم عادی هستند، اما برخی از افراد مشهور نیز مانند: لنا هورن، الا فیتزجرالد، دوک الینگتون، و پل رابسون در این میان به چشم می‌خورند.
میلر سال ۱۹۵۳ و قبل از رفتن به کالیفرنیا، - اوریندا (Orinda) - چندی در مؤسسه طراحی شیکاگو، تدریس نمود. همچنین با استیچن در نمایشگاه انسان و کتاب، در موزه هنر مدرن نیویورک کار می‌کرد. در سال ۱۹۵۴ برای شرکت مکنوم، یک قرارداد عکاسی با عنوان زندگی رئیس‌جمهور، انجام داد است. او در سال ۱۹۷۰ از پخش عمومی شرکت با عنوان مدیر اجرایی به بخش محیط زیست صدا و سیما پیوست، و تا زمان بازنشستگی خود - سال ۱۹۷۵ - به عکاسی و حفاظت از جنگل‌های کالیفرنیا ادامه داد.
وی در ۲۲ مه ۲۰۱۳ میلادی درگذشت.

## تالیفات
میلر علاوه بر کار خود، کتابی در عکاسی کودک، با عنوان سال اول زندگی کودک با همکاری بنیامین اسپوک (Benjamin Spock) و با جان ب راین‌هارت (John B. Reinhart)، کتاب جهان حوان است را نوشت.

## نگارخانه

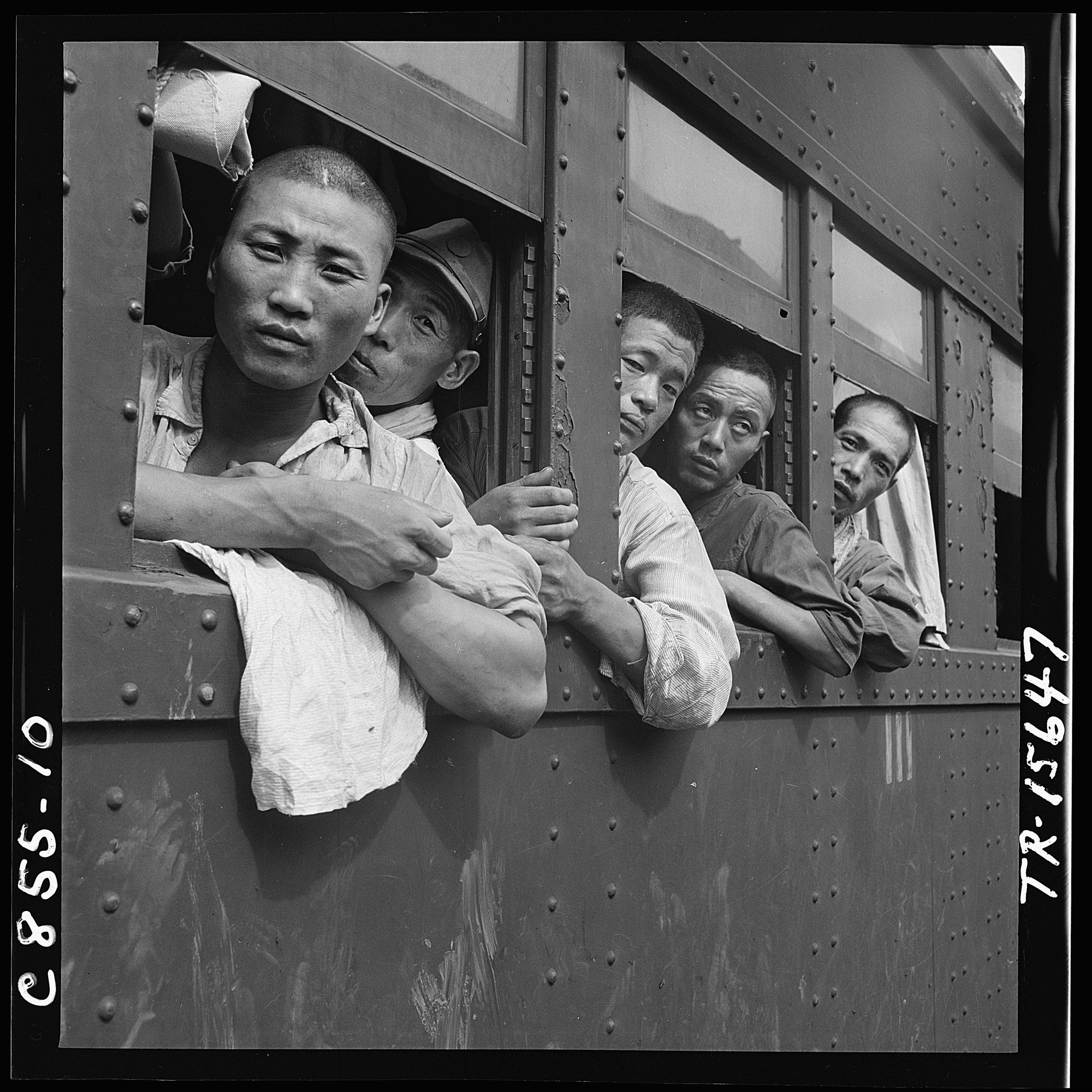
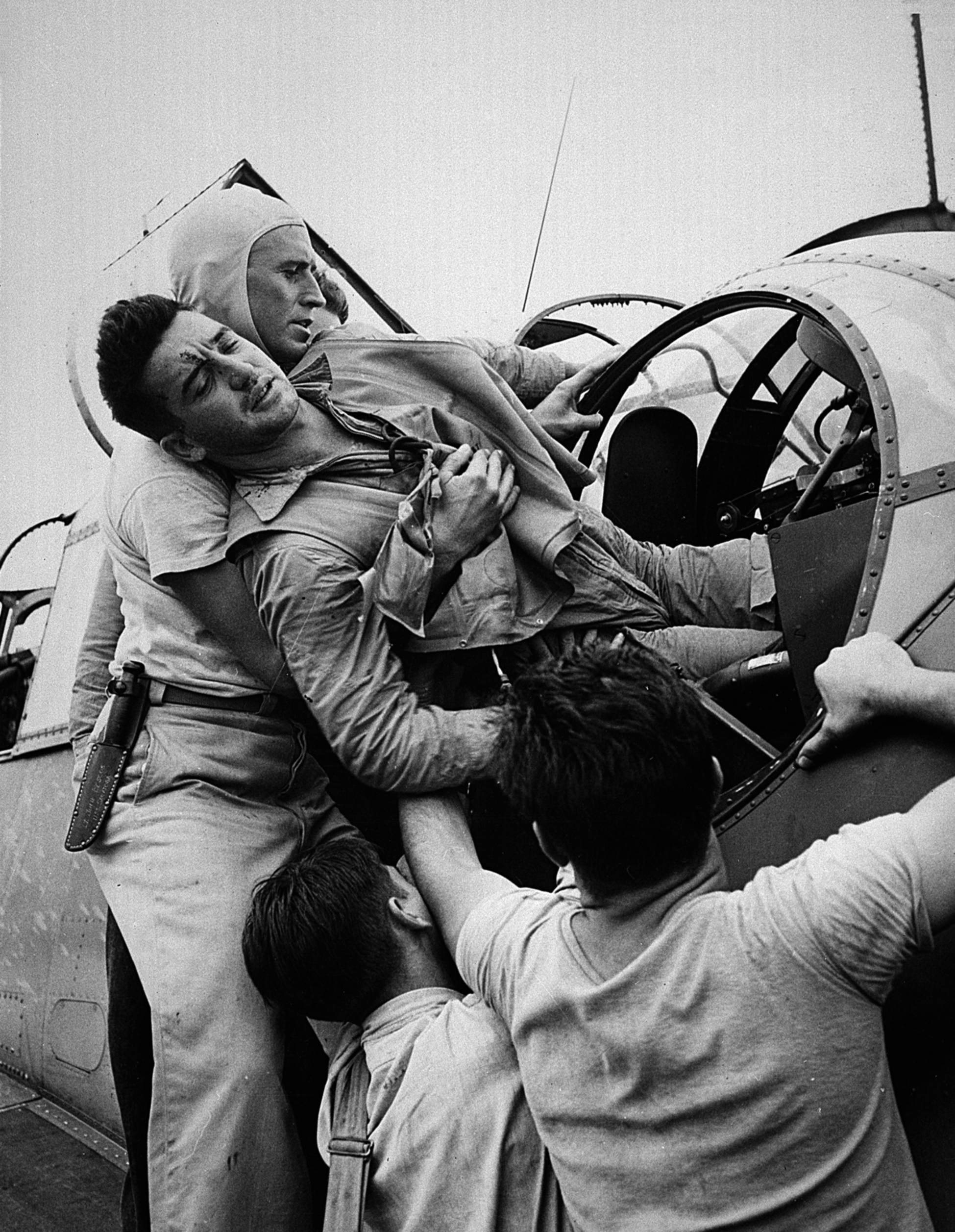